# The Middle (Lied)
The Middle (englisch für „Die Mitte“) ist ein Lied des deutsch-russischen DJs Zedd, in Kooperation mit der US-amerikanischen Country-Sängerin Maren Morris und dem ebenfalls aus den Vereinigten Staaten stammenden Elektro-Duo Grey.

## Entstehung und Artwork
Geschrieben wurde das Lied gemeinsam von der australischen Autorin Sarah Aarons, dem US-amerikanischen Produzenten-Team The Monsters & Strangerz (bestehend aus: Jordan Johnson, Stefan Johnson und Marcus Lomax), den beiden Grey-Mitgliedern Kyle und Michael Trewartha sowie Anton Zaslavski (Zedd). Produziert wurde die Single durch die beiden Grey-Mitglieder, The Monsters & Strangerz und Zedd. Die Abmischung erfolgte durch die beiden Grey-Mitglieder, dem US-amerikanischen Musiker Tom Norris und Zedd. Das Lied wurde unter dem Musiklabel Interscope Records veröffentlicht und durch BMG Platinum Songs, Copyright Control Shares, Kobalt Songs Music Publishing, R8D Music Publishing, Solo Ace, Sony/ATV Songs, Universal Music Publishing sowie Zedd Music Empire verlegt. Auf dem Cover der Maxi-Single ist – neben Künstlernamen und Liedtitel – eine zerschossene Blume zu sehen. Der Hintergrund des Coverbildes ist grün gehalten, in der Mitte befindet sich ein Bild von einer Blume, die in der Mitte durchschossen wurde.

## Veröffentlichung und Promotion
Erstmals präsentierte Zedd The Middle am 11. Januar 2018, in dem er auf seinen diversen Social-Media-Kanälen einen kurzen Zusammenschnitt des Liedes präsentierte. Die Erstveröffentlichung der Single erfolgte als Einzeldownload am 23. Januar 2018.
Beworben und unterstützt wurde die Single durch den zweitgrößten US-amerikanischen Einzelhändler Target Corporation, der das Stück unter anderem zum Soundtrack seiner „Target’s spring style marketing campaign“ machte. Target platzierte das Stück zur Eigenvermarktung in einem Werbespot, der während der Grammy Awards 2018 zu sehen war. Um das Stück weiter zu bewerben, folgte ein gemeinsamer Auftritt aller drei Interpreten während den Billboard Music Awards 2018.

## Hintergrundinformation
Bei The Middle handelt es sich bereits um die vierte gemeinsame Single von Zedd und dem US-amerikanischen Elektro-Duo Grey. Erstmals arbeiteten die beiden 2016 für die Single Candyman zusammen. Bereits kurz danach veröffentlichten sie gemeinsam die Single Starving. Das Stück erschien am 22. Juli 2016 und entstand zusammen mit der US-amerikanischen Popsängerin Hailee Steinfeld, auf deren Album Haiz (Japanese Edition) das Stück auch zu finden war. Die Single platzierte sich weltweit in den Charts und verkaufte sich bislang über 3,5 Millionen Mal. In Deutschland wurde das Stück für 200.000 verkaufte Einheiten mit einer Goldenen Schallplatte ausgezeichnet. Zwei Monate später veröffentlichten beide Parteien mit Adrenaline die dritte gemeinsame Single am 2. September 2016. Diese konnte jedoch nicht an den ersten Erfolg anknüpfen und verfehlte einen Charteinstieg.
Zedd stellte das Stück bereits im vergangenen August vor. In einem Interview mit Chris Martins vom Billboard-Magazin spielte er ebendiesem die damalige Demoversion von The Middle vor. In dieser ist die Koautorin Sarah Aarons als Sängerin zu hören. Das Interview wurde am 10. August 2017 veröffentlicht. Universal Music zufolge sangen insgesamt 15 Sängerinnen das Lied ein, wobei sich die Version von Morris letztendlich durchsetzte.

## Inhalt
Der Liedtext zu The Middle ist in englischer Sprache verfasst; ins Deutsche übersetzt bedeutet der Titel etwa „Die Mitte“. Die Musik und der Text wurden gemeinsam von Sarah Aarons, dem Produzenten-Team The Monsters & Strangerz, den beiden Grey-Mitgliedern und Zedd verfasst. Musikalisch bewegt sich das Lied im Bereich des Dance-Pops. Das Tempo beträgt 107 Schläge pro Minute. Aufgebaut ist das Lied auf zwei Strophen, einer Bridge sowie einem Refrain. Das Lied beginnt mit der ersten Strophe, auf die der Refrain folgt. Der gleiche Ablauf erfolgt mit der zweiten Strophe. Nach dem zweiten Refrain folgt eine Bridge und abschließend erneut zum dritten Mal der Refrain. Der Gesang des Liedes stammt eigens von Maren Morris, die Stimme Zedds ist im Hintergrund zu hören. Ansonsten wirken Grey (Gitarre und Schlagzeug) und Zedd (Keyboard) lediglich an den Instrumenten beziehungsweise der Produktion mit.
| „So pull me closer. Why don’t you pull me close? Why don’t you come on over? I can’t just let you go. Oh baby, why don’t you just meet me in the middle? I’m losing my mind just a little. So why don’t you just meet me in the middle? – In the middle.“ – Refrain, Originalauszug | „Also zieh mich näher an dich. Warum ziehst du mich nicht näher an dich? Warum kommst du nicht rüber? Denn ich kann dich nicht einfach so gehen lassen. Baby, warum triffst du mich nicht einfach in der Mitte? Ich verliere ein wenig den Verstand. Also warum triffst du mich nicht einfach in der Mitte? – In der Mitte.“ – Refrain, Übersetzung |

## Musikvideo

Wiederkehrendes Element im Musikvideo (Logo der Target Corporation).

Zu The Middle wurden zwei offizielle Musikvideos veröffentlicht. Zunächst feierte am 23. Januar 2018 ein Lyrikvideo auf YouTube seine Premiere. Regie hierbei führten Chris Lowery und Dillon O’Neal von WE WRK WKNDS. Das eigentliche Musikvideo feierte am 28. Januar 2018, im Zuge der Grammy Awards, seine Premiere. In diesem ist zu Beginn Morris zu sehen, die in einen Fahrstuhl einsteigt und mit diesem in den obersten Stock eines Hochhauses fährt. Um den Fahrstuhl anzuordern drückt die einen rot-weißen Knopf, der wie eine Zielscheibe aussieht, eine Anspielung auf das Markenzeichen der Target Corporation. Während der Fahrt schwenkt das Bild plötzlich um und man sieht sie auf einer Bühne, zusammen mit Zedd und Tänzern, das Lied singen. Der Bühnenaufbau gleicht einer Skyline und auf dem Bühnenboden befinden sich Kreise, die sich tunnelartig zu einem Mittelpunkt formen. Während des Auftritts ist Zedd auf einem der Hochhäuser im Hintergrund platziert, und Morris singt das Lied auf der Bühne. Im restlichen Verlauf ist überwiegend nur Morris mit den Tänzern zusammen, in Verbindung mit einer Feuerwerks- und Lichtershow, zu sehen. Am Ende des Videos treffen sich alle inmitten der Bühne und formen sich zu einer rot-weißen Zielscheibe – eine erneute Anspielung auf das Markenzeichen der Target Corporation – zusammen. Die Gesamtlänge des Videos beträgt rund 3:04 Minuten. Regie führte der US-amerikanische Regisseur Dave Meyers. Die Dreharbeiten zogen sich über 15 Stunden. Bis Mai 2025 zählten beide Musikvideos über 280 Millionen Aufrufe bei YouTube.

## Mitwirkende
| Liedproduktion - Sarah Aarons: Komponist, Liedtexter - Jordan Johnson: Komponist, Liedtexter, Musikproduzent - Stefan Johnson: Komponist, Liedtexter, Musikproduzent - Marcus Lomax: Komponist, Liedtexter, Musikproduzent - Maren Morris: Gesang - Tom Norris: Abmischung - Kyle Trewartha: Abmischung, Gitarre, Komponist, Liedtexter, Musikproduzent - Michael Trewartha: Komponist, Abmischung, Liedtexter, Musikproduzent, Schlagzeug - Anton Zaslavski (Zedd): Abmischung, Hintergrundgesang, Keyboard, Komponist, Liedtexter, Musikproduzent Artwork (Musikvideo) - Dave Meyers: Regie (Musikvideo) - Chris Lowery: Regie (Lyrik-Video) - Dillon O’Neal: Regie (Lyrik-Video) | Unternehmen - BMG Platinum Songs: Verlag - Copyright Control Shares: Verlag - Interscope Records: Musiklabel - Kobalt Songs Music Publishing: Verlag - R8D Music Publishing: Verlag - Solo Ace: Verlag - Sony/ATV Songs: Verlag - Universal Music Publishing: Verlag - Zedd Music Empire: Verlag |

## Rezensionen
Kat Bein vom Billboard-Magazin verglich das Stück „klanglich“ mit Zedds Vorgänger Stay und beschrieb es als „spärlich“ und „süß“. Im gleichen Jahr kürte Bein das Lied zu einem der 20 Besten „Poolside Songs“ für den Sommer.
Brittney McKenna vom Rolling Stone zog ebenfalls Vergleiche zu Stay und sprach dem Lied einen „Ohrwurm“-Charakter zu.
Madeline Roth von den MTV-News schloss sich Bein und McKenna an. Sie verglich das Lied nicht nur mit Stay, sondern sieht auch Vergleiche mit Starving. Das Stück sei ein „eingäng poppiger Ohrwurm“ und sie könne sich vorstellen das das Stück das Radiogramm „dominiere“.
Billy Dukes von Taste of Country beschrieb The Middle als „unmögliche Kombination aus elektronischer Tanzmusik (EDM), 90er Jahre Pop und moderner Countrymusik“.
Henry Einck von dem deutschsprachigen Musik-Portal dance-charts.de beschrieb The Middle als großartige „Dance-Pop-Nummer“, die reichlich Potenzial für die Singlecharts mitbringe. Die extreme Ähnlichkeit zu Stay sei unbestritten, doch spiele eigentlich kaum eine Rolle. Das Lied erhielt durch den markanten Gesang der Sängerin seine ganz eigene Note. Zedd und Grey hätten Stilmittel von Stay neu aufgegriffen und in einem neuen Gewand verpackt. Dieser Style sei einzigartig und höre man im „Mainstream-Bereich“ kein zweites Mal. Besonders hervorzuheben sei die Harmonie zwischen Gesang und Instrumental.

## Kommerzieller Erfolg

### Chartplatzierungen
The Middle erreichte in Deutschland Position 15 der Singlecharts und konnte sich insgesamt 24 Wochen in den Charts platzieren. Des Weiteren platzierte sich die Single 24 Wochen in den offiziellen deutschen Dance Top 20 und erreichte mit Position drei seine höchste Notierung. In Österreich erreichte die Single in 27 Chartwochen Position zwölf und in der Schweiz in 26 Chartwochen Position 27 der Charts. Im Vereinigten Königreich erreichte The Middle Position sieben und konnte sich insgesamt fünf Wochen in den Top 10 sowie 31 Wochen in den Charts halten. In den Vereinigten Staaten erreichte die Single Position fünf der Billboard Hot 100 und hielt sich 16 Wochen in den Top 10 sowie 40 Wochen in den Top 100. Des Weiteren erreichte Zedd mit The Middle die Spitzenposition in Singapur sowie zum vierten Mal die Chartspitze der US-amerikanischen Hot/Dance Electronic Songs. 2018 platziere sich die Single auf Position 49 der deutschen Single-Jahrescharts sowie auf Position 35 in Österreich, auf Position 68 der Schweizer Jahreshitparade, ebenfalls auf Position 35 im Vereinigten Königreich und auf Position acht der Single-Jahrescharts in den Vereinigten Staaten.
Für die beiden Grey-Mitglieder ist es in allen Funktionen (Autoren, Interpreten und Produzenten) nach Starving der zweite Charterfolg. Im Vereinigten Königreich ist es zugleich ihr erster Top-10-Erfolg, in den Vereinigten Staaten ihr erster. Morris erreichte mit The Middle zum sechsten Mal die Singlecharts in den Vereinigten Staaten, in Europa feierte sie hiermit ihren ersten Charterfolg. In den Vereinigten Staaten ist es ihr erster Top-10-Erfolg. Für Aarons ist es nach Stay der zweite weltweite Charterfolg und in den Vereinigten Staaten sowie dem Vereinigten Königreich zugleich der zweite Top-10-Erfolg als Autorin.
Für Zedd als Interpret ist The Middle der zehnte Charterfolg in den Vereinigten Staaten, sowie der neunte in Deutschland und dem Vereinigten Königreich, der achte in Österreich und der siebte in der Schweiz. Es ist sein vierter Top-10-Erfolg in den Vereinigten Staaten und dem Vereinigten Königreich. Als Autor ist dies Zedds elfter Charterfolg in den Vereinigten Staaten, sowie sein zehnter im Vereinigten Königreich, der neunte in Deutschland, der achte in Österreich und der siebte in der Schweiz. Es ist sein fünfter Top-10-Erfolg in den Vereinigten Staaten sowie sein dritter im Vereinigten Königreich. Als Musikproduzent ist The Middle sein zwölfter Charterfolg in den Vereinigten Staaten, sowie der zehnte in Deutschland und dem Vereinigten Königreich, der neunte in Österreich und der achte in der Schweiz. Es ist sein fünfter Top-10-Erfolg in den Vereinigten Staaten und sein vierter im Vereinigten Königreich.
| ChartsChartplatzierungen       | Höchstplatzierung | Wochen |
| ------------------------------ | ----------------- | ------ |
| Deutschland (GfK)              | 15 (24 Wo.)       | 24     |
| Österreich (Ö3)                | 12 (27 Wo.)       | 27     |
| Schweiz (IFPI)                 | 27 (26 Wo.)       | 26     |
| Vereinigte Staaten (Billboard) | 5 (40 Wo.)        | 40     |
| Vereinigtes Königreich (OCC)   | 7 (31 Wo.)        | 31     |

| ChartsJahrescharts (2018)      | Platzierung |
| ------------------------------ | ----------- |
| Deutschland (GfK)              | 49          |
| Österreich (Ö3)                | 35          |
| Schweiz (IFPI)                 | 68          |
| Vereinigte Staaten (Billboard) | 8           |
| Vereinigtes Königreich (OCC)   | 35          |

### Auszeichnungen für Musikverkäufe
The Middle wurde unter anderem mit einer 6-fachen Platin-Schallplatte in den Vereinigten Staaten, einer 5-fachen Platin-Schallplatte in Australien, sowie einer 4-fachen in Kanada und einer doppelten im Vereinigten Königreich ausgezeichnet. Insgesamt erhielt die Single weltweit drei Goldene-, 40 Platin-, sowie zwei Diamant-Schallplatten und verkaufte sich laut Schallplattenauszeichnungen zufolge über 9,8 Millionen Mal.

| Land/Region                  | Auszeichnungen für Musikverkäufe (Land/Region, Auszeichnung, Verkäufe) | Verkäufe  |
| ---------------------------- | ---------------------------------------------------------------------- | --------- |
| Australien (ARIA)            | 10× Platin                                                             | 700.000   |
| Belgien (BRMA)               | Platin                                                                 | 30.000    |
| Brasilien (PMB)              | 2× Diamant                                                             | 320.000   |
| Dänemark (IFPI)              | Platin                                                                 | 90.000    |
| Deutschland (BVMI)           | Gold                                                                   | 200.000   |
| Frankreich (SNEP)            | Platin                                                                 | 200.000   |
| Italien (FIMI)               | Platin                                                                 | 50.000    |
| Kanada (MC)                  | 9× Platin                                                              | 720.000   |
| Mexiko (AMPROFON)            | 3× Gold                                                                | 90.000    |
| Neuseeland (RMNZ)            | 5× Platin                                                              | 150.000   |
| Österreich (IFPI)            | Platin                                                                 | 30.000    |
| Polen (ZPAV)                 | Platin                                                                 | 20.000    |
| Portugal (AFP)               | Platin                                                                 | 10.000    |
| Schweden (IFPI)              | Gold                                                                   | 40.000    |
| Spanien (Promusicae)         | Platin                                                                 | 60.000    |
| Vereinigte Staaten (RIAA)    | 6× Platin                                                              | 6.000.000 |
| Vereinigtes Königreich (BPI) | 2× Platin                                                              | 1.200.000 |
| Insgesamt                    | 3× Gold · 41× Platin · 2× Diamant ·                                    | 9.910.000 |

Hauptartikel: Zedd/Auszeichnungen für Musikverkäufe